# Paul Okon
Paul Michael Okon Engstler dit Paul Okon, né le 5 avril 1972 à Sydney, est un footballeur international australien, naturalisé belge en 1995. Il évoluait au poste de milieu défensif avant de se reconvertir comme entraîneur.

## Biographie
Après des débuts en Australie, Paul Okon arrive en Europe à 19 ans, au Club Bruges. Il s'impose vite comme titulaire et aligne les bonnes prestations. En 1996, il rejoint la SS Lazio puis la Fiorentina. 
En 2000, il va à Middlesbrough en Angleterre. En 2002, il est prêté une saison à Watford. Il joue encore une saison à Leeds United et Vicenza Calcio avant de revenir en Belgique, au KV Ostende. 
Il est capitaine de l'équipe nationale et sélectionné à 28 reprises entre 1991 et 2003.
En 1995, il remporte le soulier d'or belge avec le Club Bruges KV.
Le 25 mai 2022, le Club Bruges KV annonce sur son site internet le recrutement de Paul Okon en qualité d'entraîneur adjoint. Paul devient l'assistant de Karl Hoefkens, un autre ancien de la maison Blauw & Zwart.

## Palmarès

### En club
Club Bruges
- Champion de Belgique en 1996.
- Vainqueur de la Coupe de Belgique en 1995 et 1996.

 APOEL Nicosie
- Vainqueur de la Coupe de Chypre en 2006.

### En sélection
- Vainqueur de la Coupe d'Océanie en 2000 avec l'Australie

## Distinctions personnelles
- Soulier d'or belge 1995.
- Footballeur océanien de l'année 1996